# Biljart

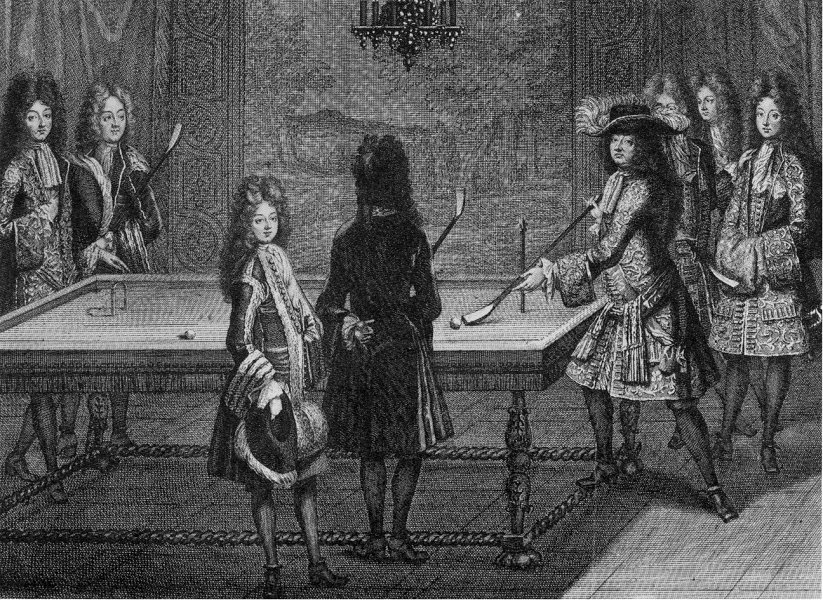
Lodewijk XIV speelt biljart in 1694.

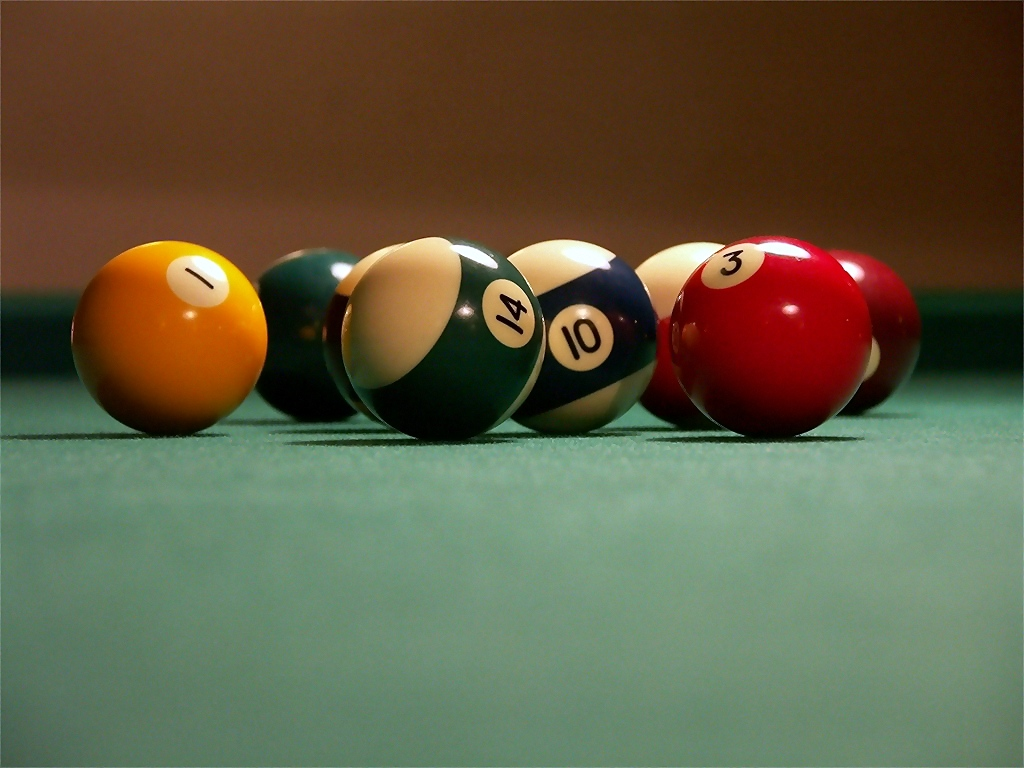
Poolballen

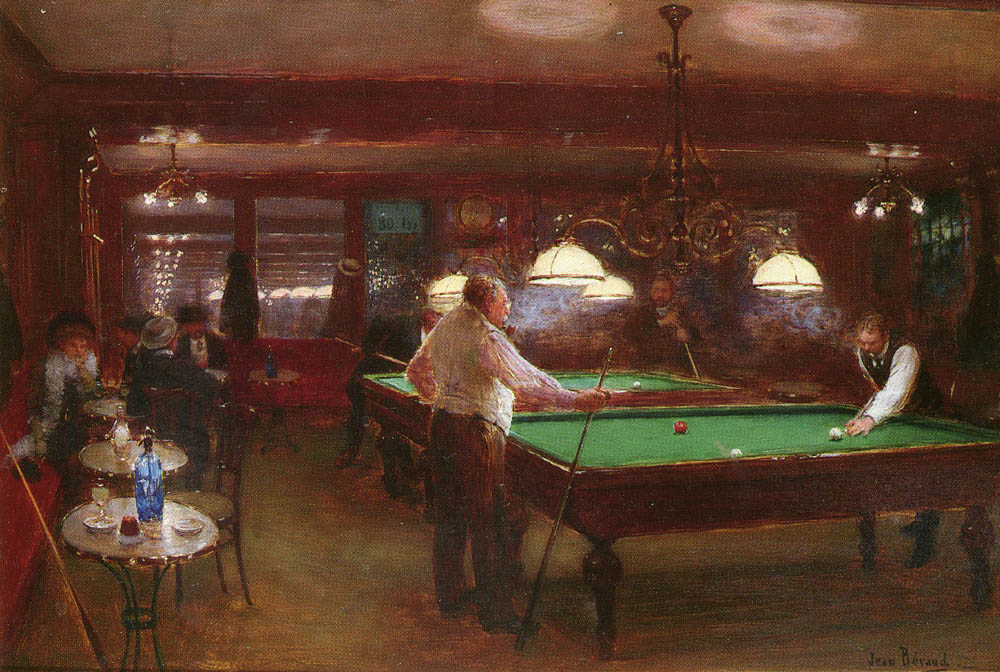
Een partijtje biljart geschilderd door Jean Béraud

Biljart is een spel waarbij ballen met een lange, dunne houten stok, de keu, over een rechthoekige tafel worden bespeeld. De biljarttafel wordt kortweg ook biljart genoemd. Men stoot met de punt van de keu tegen een van de ballen, de speelbal, die op zijn beurt een of meer andere ballen moet raken.

## Carambolebiljart
Er bestaan verschillende vormen van biljarten. In het Nederlands wordt onder biljart zonder verdere aanduiding meestal het carambolebiljart verstaan, waarbij met drie biljartballen gespeeld wordt. Er zijn twee witte speelballen en een rode bal. Elke speler heeft zijn eigen speelbal. De speelbal moet de andere twee ballen raken. Er bestaan verschillende spelsoorten binnen het carambolebiljart, zoals libre, bandstoten, driebanden en kaderspelen.

## Andere vormen
Naast het carambolebiljart zijn het Britse snooker en het Amerikaanse pool het bekendst. Bij deze spellen zijn er veel meer ballen en er zijn pockets, gaten in de rand van de tafel, De speler moet met de speelbal een andere bal in een pocket kaatsen. Een andere vorm van biljart, die populair is in Vlaanderen, is het golfbiljart waar men rechtstreeks zijn ballen in een gat moet spelen.
In Nederland en België was het carambolebiljarten de gewone vorm van biljarten en waren pool- en vooral snookertafels nauwelijks te vinden; die spelsoorten werden ook niet als serieuze sport beoefend. Intussen heeft vooral snooker meer aandacht gekregen en, afhankelijk van de streek, is vaak een snookertafel eenvoudiger te vinden dan een tafel voor het carambolebiljart.